# Bent Larsen
Jørgen Bent Larsen (Tilsted, Thisted, 4 de marzo de 1935-Buenos Aires, 9 de septiembre de 2010) fue un ajedrecista danés, varias veces candidato al título mundial. Fue el mejor jugador de la historia de su país y estuvo entre los diez mejores ajedrecistas del mundo durante quince años.

## Biografía
En 1954, a los 19 años de edad, ganó el Campeonato de Dinamarca, título que revalidó los siguientes diez años, y alcanzó el título de Maestro internacional en 1955. 
En 1956 derrotó en un match a Friorik Olafsson (4,5-3,5). Ganador del Torneo Internacional de Ajedrez de Gijón de 1956, alcanzó la élite del ajedrez en la Olimpiada de Moscú, donde hizo tablas con Mijaíl Botvínnik y, con 14 puntos de 18 posibles, consiguió la medalla de oro en el primer tablero y el título de Gran Maestro. Sin embargo, después de compartir el primer puesto en el torneo de Hastings con Svetozar Gligoric, frenó su progresión al clasificarse en un pobre 16.º lugar en el Interzonal de Portorož de 1958, uno de los mayores fracasos de su carrera. Obtuvo sin embargo un buen resultado en Zúrich (1959), quinto solo por detrás de Mijaíl Tal, Gligoric, Bobby Fischer y Paul Keres. En otoño de ese mismo año trabajó como analista de Fischer en el Torneo de Candidatos de Yugoslavia.
En 1960 compartió con Tigran Petrosian el primer puesto en Beverwijk, por delante de Aleksandar Matanović y Salo Flohr, aunque en el Memorial Nimzovich de Copenhague solo consiguió el cuarto lugar a pesar de su victoria sobre Efim Geller. Tampoco consiguió clasificarse para el siguiente interzonal después de su cuarto puesto en el Zonal de Bergendal (1960). Además, el servicio militar dificultaba su participación en competiciones. Aun así, en el siguiente ciclo de candidatos, logró el segundo puesto en el Zonal de Halle (1963), tras Lajos Portisch, y su clasificación para el Interzonal de Ámsterdam (1964). En Ámsterdam consiguió su mayor triunfo hasta la fecha al compartir el primer puesto con Vasili Smyslov, Boris Spassky y Mijaíl Tal, por delante de Leonid Stein y David Bronstein. Con un resultado global de 17 de 23 (+13 =8 -2), se convirtió, junto con Portish y Bobby Fischer, en uno de los pocos jugadores capaces de hacer frente a los grandes maestros soviéticos de la década de 1960.
|       |       |       |       |       |       |       |       |    |  |
|       | a8 rd | b8    | c8    | d8 qd | e8    | f8 rd | g8 kd | h8 |  |
| a7 pd | b7 pd | c7    | d7    | e7 pd | f7 pd | g7 bd | h7    |    |  |
| a6    | b6    | c6    | d6 pd | e6 nd | f6    | g6 pd | h6 ql |    |  |
| a5    | b5    | c5    | d5 rl | e5    | f5    | g5    | h5    |    |  |
| a4    | b4    | c4 pl | d4    | e4    | f4    | g4 bl | h4    |    |  |
| a3    | b3    | c3    | d3    | e3 bl | f3 rl | g3    | h3    |    |  |
| a2 pl | b2 pl | c2    | d2    | e2    | f2    | g2 pl | h2 pl |    |  |
| a1    | b1    | c1    | d1    | e1    | f1    | g1 kl | h1    |    |  |
|       |       |       |       |       |       |       |       |    |  |

Clasificado para las eliminatorias de candidatos, su primer rival en cuartos de final (Bled, junio de 1965) fue el GM yugoslavo Borislav Ivkov al que derrotó por un claro 5,5-2,5. En semifinales, a continuación y también en Bled, se cruzó con Tal, un encuentro enormemente tenso dominado por Larsen en su primera mitad, que solo se decidió en la famosa 10.ª y última partida, ganada por Tal tras una combinación que contenía uno de sus típicos sacrificios intuitivos y teóricamente dudosos. Como compensación, derrotó a Geller en el encuentro por el tercer puesto celebrado en Copenhague en marzo de 1966, en lo que se convirtió en la primera derrota en match de un gran maestro soviético frente a un extranjero. Después ganó el torneo de Le Havre con dos puntos de ventaja sobre Lev Polugayevski y alcanzó el tercer puesto, tras Spassky y Fischer, en el supertorneo de Santa Mónica, donde venció con un espectacular sacrificio de dama al vigente campeón del mundo, Tigran Petrosian.
Entre sus logros más notables se encuentran los primeros lugares en tres interzonales (Ámsterdam 1964, Sousse 1967, Biel 1976), su participación en los torneos de candidatos de 1965 (perdió en semifinales con Mijaíl Tal), 1968 (perdió en semifinales con Spassky) y 1971 (perdió en semifinales con Fischer por el abrumador tanteo de 6-0), además de sus victorias en La Habana (por encima de Smyslov), Winnipeg (por encima de Spasski y Keres) y Mallorca (por encima de Smyslov, Botvínnik y Portisch) en el año 1967, las que sumadas a su victoria en el interzonal de ese año constituyen su momento cumbre. Fue galardonado con el primer Óscar del Ajedrez en 1967.
En el «match del siglo» (URSS contra Resto del Mundo) celebrado en Belgrado 1970, defendió el primer tablero por delante de Fischer, que ocupó el segundo, con un resultado global de 2,5-4, (1,5-1,5 contra Spassky y 1-0 ante Stein).
En 1988 Larsen perdió una partida contra el programa Deep Thought, también fue el primer gran maestro derrotado por un ordenador en una partida de competición. 
Larsen se caracterizó por evitar los caminos trillados, utilizando aperturas no convencionales, antiguas y olvidadas, como la apertura Bird (1.f4) y el ataque Nimzo-Larsen (como homenaje a él y a Aron Nimzowitsch) que comienza con 1.b3.
Falleció en Buenos Aires, el 9 de septiembre de 2010, a consecuencia de un derrame cerebral.